# Nottingham Cottage
Nottingham Cottage (apelidado de "Nott Cott") é uma casa nos terrenos do Palácio de Kensington, em Londres. Como propriedade da coroa britânica, a casa tem sido frequentemente ocupada por membros da família real britânica, bem como por seus funcionários.

## Projeto e localização
Nottingham Cottage é uma casa localizada no Palácio de Kensington. Os tetos são conhecidos por serem baixos, com os residentes anteriores, o Príncipe Guilherme e o Príncipe Henrique, tendo que se abaixar para evitar bater a cabeça. Marion Crawford, que residiu na casa de 1948 a 1950, descreveu-a como "um sonho 'de tijolo vermelho temperado'... com rosas na porta". Tem 123 metros quadrados de tamanho. Fica perto de duas outras casas pertencentes à membros da realeza, Ivy Cottage e Wren Cottage.

A casa foi projetada por Christopher Wren. Seu nome deriva de Nottingham House, a residência do Conde de Nottingham. Em 1689, o segundo Conde de Nottingham vendeu a propriedade para o rei Guilherme III e a rainha Maria II, que desenvolveram a propriedade como Kensington House, e mais tarde Palácio de Kensington.

## História
Nottingham Cottage já foi o lar do Príncipe Henrique, Duque de Gloucester, e de sua esposa, a Princesa Alice, Duquesa de Gloucester. Após sua aposentadoria em 1948, a casa foi doada vitaliciamente à Marion Crawford, a ex-governanta das princesas Isabel II e Margarida. Em gratidão pelo serviço prestado por Crawford, a rainha Maria de Teck, avó das princesas, decorou a casa com móveis vitorianos e estampas de flores para ela. Crawford deixou a casa em 1950 após ela vender histórias sobre a família real aos jornais, o que foi revelado publicamente pelo editor do The Sunday Express, John Gordon, em uma tentativa de pressioná-la a fornecer mais histórias e artigos para ele.
A casa foi posteriormente emprestada a Miles Hunt-Davis, secretário particular do duque de Edimburgo, e à sua esposa Anita. Robert Fellowes, secretário particular da rainha Isabel II, e sua esposa Jane Fellowes, irmã de Diana, Princesa de Gales, também ocuparam a casa.
O príncipe Guilherme e a princesa Catarina usaram Nottingham Cottage como sua residência em Londres após seu casamento entre 2011 a 2013, dividindo seu tempo entre a casa de campo e sua casa em Bodorgan Estate, no País de Gales. A casa foi redecorada para o casal pela designer de interiores Kelly Hoppen. O príncipe e a princesa residiram lá com seu filho, o príncipe Jorge, após seu nascimento, antes de se mudarem para o Palácio de Kensington em outubro de 2013.
O príncipe Henrique mudou-se de Clarence House para Nottingham Cottage após a partida de seu irmão, com a casa conhecida como seu "apartamento de solteiro" depois de deixar o exército. É também um dos lugares onde o Príncipe Henrique afirma ter pedido Meghan Markle em casamento; posteriormente, eles residiram juntos na casa de campo após o noivado. Oprah Winfrey os visitou e considerou a casa um "lixão não digno de residir". Em abril de 2019, o casal mudou-se para Frogmore Cottage antes do nascimento de seu primeiro filho, Archie. Harry fez acusações em seu livro Spare de que uma briga física ocorreu entre ele e Guilherme na cozinha da casa. Após o casamento, foi relatado que a princesa Beatriz e seu marido Edoardo Mapelli-Mozzi iriam se mudar para a casa.